# Vine Hill (Kalifornien)
Vine Hill ist ein Census-designated place (CDP) im Contra Costa County, Kalifornien, USA. Der Ort liegt etwa 3,6 km östlich des Stadtzentrums von Martinez, dem Sitz der County-Verwaltung. Das U.S. Census Bureau hat bei der Volkszählung 2020 eine Einwohnerzahl von 4.323 ermittelt.